# Долинное (Молдова)
Долинное (рум. Dolinnoe) — село в Криулянском районе Молдавии. Является административным центром коммуны Долинное, включающей также сёла Валя Колоницей и Валя Сатулуй.

## История
Село было основано в 1910 году. До 27 апреля 1977 года село называлось Буга по фамилии основателя села.

## География
Село расположено на высоте 117 метров над уровнем моря.

## Население
По данным переписи населения 2004 года, в селе Долинное проживает 877 человек (426 мужчин, 451 женщина).
Этнический состав села:
| Национальность | Число жителей | Процентный состав |
| -------------- | ------------- | ----------------- |
| украинцы       | 622           | 70.92             |
| молдаване      | 178           | 20.3              |
| русские        | 54            | 6.16              |
| болгары        | 9             | 1.03              |
| гагаузы        | 2             | 0.23              |
| прочие         | 12            | 1.37              |
| Всего          | 877           | 100%              |